# Gostkowice (województwo dolnośląskie)
Gostkowice – osada w Polsce położona w województwie dolnośląskim, w powiecie oławskim, w gminie Domaniów.

## Podział administracyjny
W latach 1975–1998 miejscowość administracyjnie należała do województwa wrocławskiego.

## Zabytki
- pałac, obecnie dom nr 3, z drugiej połowy XIX w., przebudowany w 1910 r. (nr rej.: A/5841 z 16.08.2012 r.)[4]